# Menchu Gal
Carmen "Menchu" Gal Orendain (Irún, Guipúzcoa, 7 de enero de 1919 – San Sebastián, Guipúzcoa, 12 de marzo de 2008) fue una pintora española del siglo XX. El paisaje y, en menor medida, el retrato son los géneros que le dieron fama y en los que desarrolló su personal atracción por el color. En 1959 recibió el Premio Nacional de Pintura, concedido por primera vez a una mujer.

## Biografía
Nacida en una familia acomodada y culta, con siete años recibió clases de dibujo del pintor Gaspar Montes Iturrioz. Con 13 años fue seleccionada para la IX Exposición de artistas noveles Guipuzcoanos, que se celebró en el Casino del Kursaal de San Sebastián. En 1932 viajó a París y se matriculó en la academia del pintor Amédée Ozenfant. En 1934 llegó a Madrid e ingresó en la Academia de Bellas Artes de San Fernando donde impartían clases Arteta y Vázquez Díaz. Recibió clases particulares de Marisa Roësset Velasco y residió en la Residencia de Señoritas, dirigida por María de Maeztu.
El estallido de la guerra civil obligó a Menchu Gal y su familia a refugiarse en Francia.
En 1949 regresó a Madrid donde Gutiérrez Solana la puso en contacto con Benjamín Palencia, Francisco San José, Rafael Zabaleta y Juan Manuel Díaz Caneja. Benjamín Palencia fue uno de sus mejores maestros en la pintura y un buen referente. Entrando en el círculo de paisajistas de la segunda Escuela de Vallecas, germen de la Joven escuela madrileña, bautizada así en 1946.
En la última etapa de su vida impulsó el apoyo a las jóvenes generaciones de pintores vascos, así como la recuperación de la figura de su primer maestro, Montes Iturrioz (1901-1998), muda referencia del fenómeno conocido como escuela del Bidasoa.
Sus setenta y siete años de intensa vida pictórica anotan setenta exposiciones individuales y 232 colectivas. Falleció en San Sebastián el 12 de marzo de 2008 a los 89 años de edad. En enero de 2010 se inauguró la Sala Menchu Gal en el edificio del Hospital Sancho de Urdanibia de Irún donde se expone la obra adquirida por ese ayuntamiento en 2007.

## Obra, exposiciones y premios
Los paisajes de la meseta castellana y de su tierra natal, fueron muy pronto seña de identidad de su producción, que completó con retratos y bodegones. De entre sus muchas exposiciones destacan: "El paisaje en la pintura española contemporánea", realizada por la Fundación Gulbenkian de Lisboa (1971); "Las mujeres en el arte español", en el centro cultural Conde-Duque, y "La Escuela de Vallecas y una nueva perspectiva del paisaje", ambas en 1990; así como su participación en la Bienal de Venecia en tres ocasiones.
En 1986 el Museo San Telmo organizó su primera exposición antológica.
Además de los premios nacionales referidos, en 2006 recibió el Manuel Lekuona que concede anualmente Eusko Ikaskuntza, la Medalla de Oro de la Diputación Foral de Guipúzcoa y la Medalla de Oro del Ayuntamiento de Irún. Sus obras se exponen en colecciones como la del Museo de Bellas Artes de Bilbao y el Museo Reina Sofía de Madrid.
En 2019 su obra formó parte de la exposición colectiva Dibujantas, pioneras de la Ilustración en el Museo ABC.